# Canton de Mende-Nord
Le canton de Mende-Nord était une division administrative française, située dans le département de la Lozère et la région Languedoc-Roussillon.

## Histoire
Il est créé le 15 janvier 1982.
Voir canton de Mende pour la période de 1833 à 1982.

## Composition
Le canton de Mende-Nord se composait d’une fraction de la commune de Mende et de quatre autres communes. À la suite du redécoupage cantonal de 2014, la fraction de la commune de Mende constitue le canton de Mende-1, les communes de Badaroux, Le Born et Pelouse (Lozère) rejoignant le canton de Grandrieu et la commune de Chastel-Nouvel, le canton de Saint-Alban-sur-Limagnole.
| Nom               | Code Insee | Intercommunalité      | Population (dernière pop. légale)              |
| ----------------- | ---------- | --------------------- | ---------------------------------------------- |
| Mende (chef-lieu) | 48095      | CC Cœur de Lozère     | Fraction : 7 014(2012) Commune : 11 542 (2014) |
| Badaroux          | 48013      | CC Cœur de Lozère     | 955 (2014)                                     |
| Le Born           | 48029      | CC Cœur de Lozère     | 149 (2014)                                     |
| Chastel-Nouvel    | 48042      | CC Randon - Margeride | 810 (2014)                                     |
| Pelouse           | 48111      | CC Cœur de Lozère     | 223 (2014)                                     |

Quartiers de Mende inclus dans le canton de Mende-Nord :
- Chaldecoste
- Causse d'Auge
- Valcroze
- Chabannes
- Chabrits
- Le Chapitre
- Changefège

## Représentation
| Période | Période | Identité                  | Étiquette       | Qualité |
| ------- | ------- | ------------------------- | --------------- | --- |
| 1982    | 1988    | Henri Trémolet de Villers | CNI             | Avocat - Député (1956-1962) Maire de Mende (1971-1977) |
| 1988    | 2015    | Pierre Hugon              | UDF puis NC-UDI | Conseiller municipal de Mende (1989-2014) Vice-Président du Conseil Général Conseiller Régional (1998-2004) Vice-président du Conseil régional délégué à l'agriculture, à la pêche et au développement rural (1998-2004) Chevalier de la Légion d'Honneur |

## Démographie
| 1982 | 1990  | 1999  | 2006  | 2011  | 2012  |
| ---- | ----- | ----- | ----- | ----- | ----- |
| -    | 8 310 | 8 406 | 9 003 | 9 284 | 9 082 |